# 나노 (기업)
주식회사 나노(영어: NANO)는 경상북도 상주시에 본사를 둔 화학 기업이다.

## 역사 및 현황
1999년 4월 12일에 설립되었다. 2014년 5월 8일에는 코스닥 시장에 상장하였으며, 2015년 4월 21일에 유진기업인수목적1호를 흡수합병하였다.

### 내용주
1. ↑  유진기업인수목적1호의 상장일